# Obwód Wola Armii Krajowej
Obwód III Wola  kryptonimy: „Szesnastka”, „16” (w ramach SZP),”43” (w ramach ZWZ/AK), „XXIII” (od 15 czerwca 1944), „III” (od 9 sierpnia 1944) – terytorialna jednostka organizacyjna okręgu warszawskiego Armii Krajowej działająca w okresie okupacji niemieckiej w Polsce na części dzielnicy Wola. Oddziały wojskowe obwodu wzięły udział w powstaniu warszawskim.
Obwód początkowo składał się z czterech rejonów. Na początku 1942 rejon IV „Powązki” został przeniesiony do Obwodu Żoliborz.
Komendantami obwodu byli kolejno:
- kpt./mjr Janusz Stanisław Dobrski „Żuk” (od 1940);
- ppłk. Ludomir Wysocki „Rosa”, „Mróz” (od marca 1942 do października 1942);
- mjr Dionizy Błeszyński „Brzechwa” (do 4 kwietnia 1943)[3]
- ppłk. Jan Tarnowski „Lelek”, „Waligóra” (od kwietnia 1943).

Oddziały obwodu jako „Zgrupowanie Waligóra”, walczyły na Woli od 1 do 6 sierpnia, kiedy przeważające siły niemieckie zmusiły je do wycofania się do Starego Miasta, Śródmieścia i do Puszczy Kampinoskiej.
Od 9 sierpnia, pełniącym obowiązki dowódcy obwodu był kpt. Wacław Stykowski „Hal”, dowodzący oddziałami III Obwodu w Śródmieściu. Obwód jako jednostka został prawdopodobnie zlikwidowany 1 września 1944, zaś oddział kpt.„Hala” jako Batalion im. Sowińskiego, został włączony do obwodu Śródmieście.

## Ordre de bataille Obwodu w dniu 31 lipca 1944

### Komenda Obwodu
- Komendant – mjr. Jan Tarnowski „Lelek” (od 1 sierpnia „Waligóra”);
- Zastępca i oficer operacyjny – por. Jerzy Dominik „Wilnianin”;
- Oficer łączności – por. rez. łącz. Eugeniusz Przybysz „Kulawiec”;
- Adiutant – ppor. Roman Szwarc „Huragan”;
- Kwatermistrz – kpt. Michał Janecki „Taternik”;
- Oficer żywnościowy – por. „Tlen” NN;
- Oficer broni – por. „Wilk” NN;
- Oficer informacyjny – por. Andrzej Płachciński „Tranzyt”;
- Zastępca oficera informacyjnego – ppor. piech. Zbigniew Jerzy Kutnik „Tulipan”;
- Oficer kontrwywiadu – ppor. rez. piech. Zygmunt Siedlecki „Turkus”;
- Zastępca oficera kontrwywiadu – Kazimierz Kowalik „Nachalny”;
- Kapelan – kpt. ks. Władysław Zbłowski „Struś”;
- Wojskowa Służba Ochrony Powstania – por. rez. kaw. Tadeusz Zbigniew Gorayski „Topór”;
- Wojskowa Służba Kobiet – komendantka Antonina Biernacik „Jadwiga”;
- Adiutant Obwodu – ppor. rez. kaw. inż. mech. Aleksander Karol Wielopolski „Karol 36”.

W dyspozycji dowódcy obwodu:
- Pluton saperów – por.Antoni Kostański „Turysta”;
- Pluton łączności – ppor. łącz. Eugeniusz Kwiatkowski „Jacek-Jano”;
- Pluton osłonowy 300 dowództwa obwodu (dotychczasowy Oddział Dywersji Bojowej) – ppor. rez. piech. Stefan Mrozowski „Pik”.

### Struktura i oddziały Obwodu
Obwód „Wola” obejmował:
- Rejon I (Górce – Babice – Boernerowo), kryptonim „XXIII-3”, dowódca – por. Stanisław Gabryszewski „Ballo”, „Wieczorek”, zastępca por.Mirosław Wysocki „Maryś”;
  - 1. kompania – dowódca por. Kazimierz Wierzbicki „Stanisław”;
    - Pluton 306 i 307 – dowódca ppor.inż.Henryk Czerwiec „Jaskólski”;
    - Pluton 308 dowódca – ppor.rez. sł. sanit. Edward Redel „Lot”;
    - Pluton 308(A) – dowódca st.sierż.Wacław Bernard „Chemik”;

  - 2. kompania – dowódca por. Kazimierz Młodnicki „Mat”;
    - Pluton 302 – dowódca st. sierż. Zdzisław Kubicki „Sulima”;
    - Pluton 303 – dowódca st. sierż. Józef Jan Nowak „Bosman”;
    - Pluton 304 – dowódca st. sierż. Bolesław Zadrożny „Szczerbiec”;

  - Ponadto w skład rejonu weszły plutony:
    - Pluton 301 – dowódca st. ogn. Ludwik Nowicki „Ul”,
    - Pluton 305 – ppor. NN „Mir”,
    - Pluton 309 – dowódca st. sierż. Jan Wysocki „Sęp”;
    - Pluton 310 – dowódca st. sierż. Wincenty Regulski „Róg”,
    - Pluton 316 – dowódca NN.

Oddziały rejonu posiadały w magazynach na Ulrychowie 2 ckm, 11 rkm, 12 pistoletów maszynowych, 85 kb i ok. 150 rewolwerów.
- Rejon II (Koło), kryptonim „XXIII-32”; dowódca por./kpt. Wacław Stykowski „Hal”, zastępca por. rez. Stanisław Lubański „Wit” (11 plutonów);
  - I Zgrupowanie (1. kompania) – dowódca ppor. Władysław Kulasek „Jaśmin”;
    - Pluton 318 – sierż. Józef Biernacki „Dąb”
    - Pluton 319 – sierż. Eugeniusz Oleszkiewicz „Orzech”

  - II Zgrupowanie (2. kompania) – dowódca ppor. Aleksander Połoński „Gromada”
    - Pluton 320 – dowódca NN
    - Pluton 321 – dowódca NN
    - Pluton 322 – dowódca NN
    - Pluton 327 – dowódca ppor. NN „Gryf” nie stawił się 2 sierpnia; plut. pchor.Marian Lewandowski „Ryś I”[6]

  - III Zgrupowanie (3. kompania) – dowódca ppor. Romuald Podwysocki „Ostoja”;
    - Pluton 325 – dowódca ppor. rez. piech. Franciszek Leon Potocki „Laos”;
    - Pluton 342 – dowódca ppor. Stanisław Biernaciak „Błysk”;
    - Pluton 345 – plut. Józef Mindewicz „Idea”.

  - IV Zgrupowanie (4. kompania) – dowódca ppor. Herman Głowacki „Prus”;
    - Pluton 343 – dowódca plut. pchor. Czesław Więcko „Żar”;
    - Pluton 344 i 345 – dowódca plut.„Oskierko” NN.
- 'Rejon III (Czyste), kryptonim „XXIII-33” – dowódca kpt. Stanisław Stefaniak „Stefan” (22 plutony).
  - Zgrupowanie – III Batalion OW PPS im. Stefana Okrzei dowódca kpt. Karol Kryński „Waga”
    - Pluton 317 – dowódca ppor. Edward Śmieszek „Sęp”;
    - Pluton 321(A) – dowódca ppor. łączn. Ernest Jaśkowiak „Czarny”;
    - Pluton 323 – dowódca st. ogn. Jan Ostrowski „Hart”;
    - Pluton 335 – dowódca st. sierż. Marian Brzozowski „Dąb”;
    - Pluton 336 – dowódca st. sierż. Tadeusz Rogowski „Szewc”;
    - Pluton 337 – dowódca sierż. Wiktor Łuniewski „Radomiak”.

  - Kompania – dowódca por. Stanisław Bilewicz „As”
    - Pluton 314 – dowódca – kpr. pchor. Wiesław Kasprzykowski „Ostoja” (do połowy lipca 1944, później przeniesiony do komórki wywiadu), później Jerzy Zalewski „Wilk”;
    - Pluton 315 – dowódca kpr. pchor. Kazimierz Derkacz„Dzidek”[7]

  - Prawdopodobnie plutony 346, 347, 348, 349, 350, 351, 352, 353, 354, 355, 356, 357, 358 i 359[8].

## Działania w powstaniu

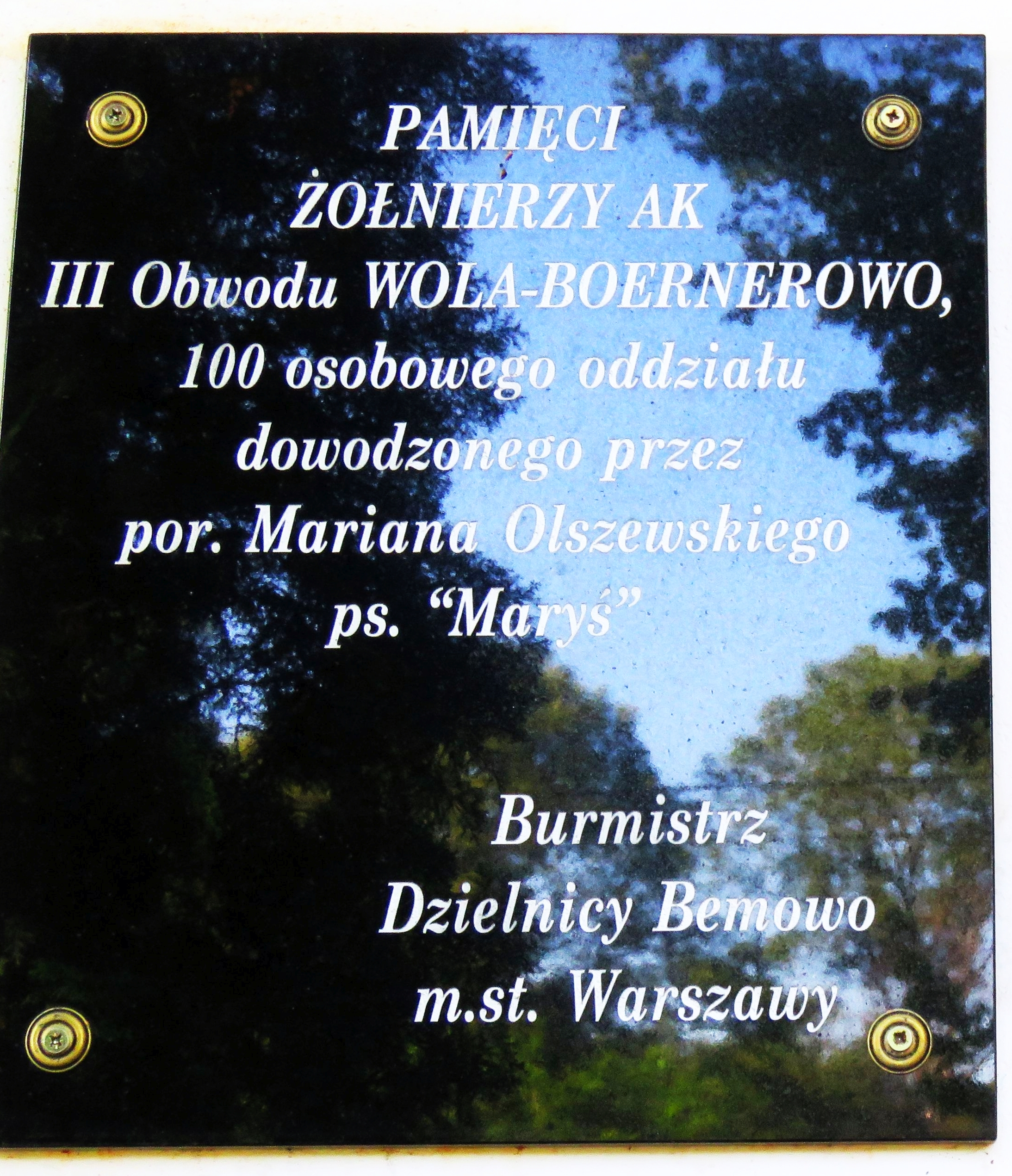
Tablica na murze kościoła w Wierszach, upamiętniająca żołnierzy Rejonu I walczących w szeregach Grupy „Kampinos”

Zadaniem Rejonu I było z podstaw Ulrychowa i willowej dzielnicy Koła uderzyć na szkołę lotniczą i koszary na Boernerowie. Po zdobyciu tych obiektów wspólnie z oddziałami żoliborskimi zaatakować lotnisko – Bielany. Oddziały rejonu miały zmagazynowaną broń na terenie ogrodów Ulricha. Jednak budynek z magazynem broni został zajęty przez dywizję „Hermann Göring”. 700 żołnierzy rejonu na kwaterach w Gorcach pozostało bez broni. Żołnierze przedostali się do Puszczy Kampinoskiej, otrzymali uzbrojenie i weszli w skład grupy „Kampinos”.
W II rejonie Zgrupowanie I miało zdobyć składnicę materiałów pędnych między ulicami Ostroroga i Wawrzyszewską (tzw. „Naftusia” przy ul. Kozielskiej 4). Natarcie miał wesprzeć oddział Rejonu 4 Obwodu Żoliborz AK. Natarcie zostało odwołane ponieważ saperzy nie zniszczyli murów ogrodzenia. Po wycofaniu się w rejon ulic: Obozowa – Wawrzyszewska – Św. Stanisława i rozpoznaniu sytuacji, kompania otrzymała zadanie zbudowania i obsadzenia barykad na zbiegu ul. Obozowej i Młynarskiej, Górczewskiej róg Działdowskiej oraz Wolskiej róg Działdowskiej.
Zgrupowanie II miało zdobyć zabudowania szkół przy ul. Ożarowskiej róg Deotymy, oraz przy ul. Deotymy róg Zawiszy. Ze względu na silny ogień nieprzyjaciela zmuszona była do wycofania się w rejon ul. Wawrzyszewskiej róg Obozowej, gdzie zajęła pozycje obronne ciągnące się do ul. Ostroroga. 4 sierpnia oddział wycofał się w okolice cmentarza ewangelickiego, 5 sierpnia na plac Kercelego, a następnie przeszedł na Stare Miasto.
Zgrupowanie III miało utworzyć linie obronną na pętli tramwajowej wzdłuż ul. ks. Janusza w kierunku Ulrychów – Boernerowo. Do wykonania zadania przystąpił pluton ppor. Franciszka Potockiego ps. „Laos”. Nieprzyjaciel obsadził wiadukt i panował nad okolicą prowadząc ogień z wież strażniczy rozmieszczonych wzdłuż torów. Natarcie załamało się. Było wielu rannych i 15 zabitych.

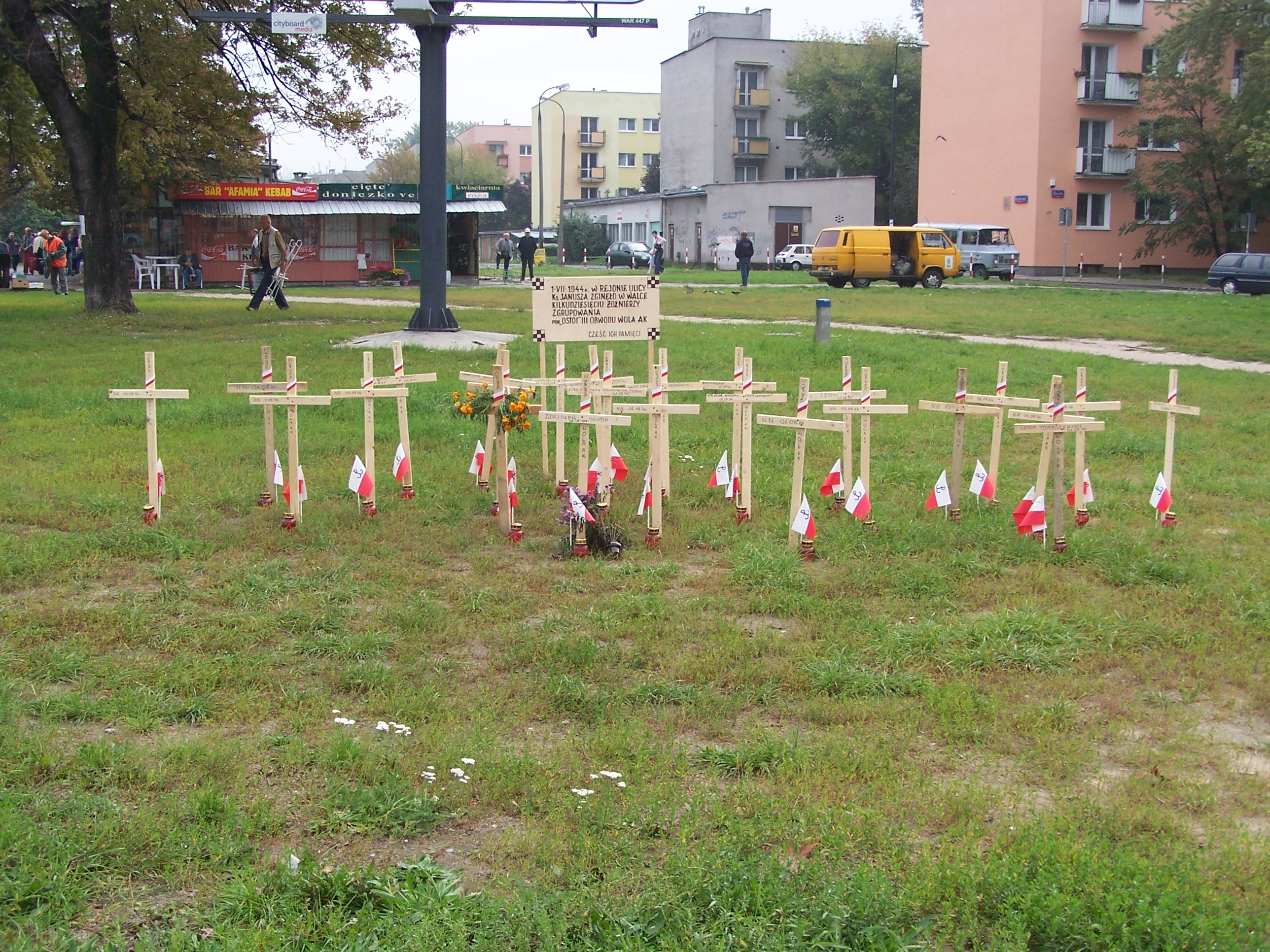
Krzyże upamiętniające poległych z 3 kompanii ppor. „Ostoi”

Zgrupowanie IV miało zdobyć szkołę przy ul. Gostyńskiej oraz warsztaty kolejowe przy ul. Sokołowskiej. Atak tego zgrupowania był udany. Pluton pchor. Mariana Lewandowskiego ps. „Ryś”, uzbrojony jedynie w granaty, opanował szkołę – koszary przy ul. Gostyńskiej i obsadził barykady na ul. Górczewskiej róg Płockiej i przy szpitalu na ul. Płockiej. W toku ciężkich walk zniszczono nieprzyjacielski czołg i zdobyto wiele sztuk broni. 4 sierpnia oddział wycofał się na ul. Górczewską róg Działdowskiej, a następnie na ul. Grzybowską i Mariańską, gdzie zbierali się powstańcy wycofujący się z Woli. Oddziały wolskie zostały zorganizowane w Batalion im. gen. J. Sowińskiego, który walczył na ul. Komitetowej, Pańskiej, Ceglanej róg Żelaznej, Grzybowskiej, na terenie fabryki Norblina i browaru Haberbuscha. Przydzielony rejon został utrzymany do końca powstania.
Oddziały III rejonu miały opanować obiekty przy ul. Skierniewickiej, Grzybowskiej i Dworskiej, opanować Dworzec Zachodni, Fort Wolski oraz utworzyć linię obronną na torach za Dworcem Zachodnim do ulicy Wolskiej. Oddziały rejonu nie otrzymały broni z okręgu, co uniemożliwiło podjęcie poważniejszych działań. Próby ataku na Fort Wola załamało się ok. 18, zaś plutony po potyczkach w okolicach cmentarza prawosławnego musiały wycofać się z powodu braku broni i amunicji.
Jedynym oddziałem posiadającym uzbrojenie był III Batalion OW PPS im. Stefana Okrzei, który zorganizował obronę na ul. Wolskiej i Młynarskiej, gdzie bronił się na barykadach do 5 sierpnia. Po przełamaniu obrony 5 sierpnia, oddziały rejonu III wycofały się na Stare Miasto, gdzie kontynuowały walkę. 